# Dolors Comas
Maria Dolors Comas d'Argemir i Cendra (Barcelona, 10 de agosto de 1951) es una política y antropóloga española, diputada en el Parlamento de Cataluña en la VI y VII legislaturas. Actualmente imparte clases en la Universidad Rovira i Virgili.

## Biografía
Licenciada en filosofía y letras y doctora en antropología social por la Universidad de Barcelona. Ha ampliado estudios en la Escuela de Estudios Superiores en Ciencias Sociales (EHESS) y el Laboratorio de Antropología Social de París. Es catedrática de antropología social y cultural de la Universidad Rovira i Virgili y ha sido concejala en el Ayuntamiento de Tarragona (1995-2003) y diputada por Iniciativa per Catalunya Verds desde 1999 a 2007. Como diputada ha presidido la Comisión del Síndico de Agravios de Cataluña, ha sido portavoz de la Comisión de Política Social y de la Comisión de Control de la Corporación Catalana de Medios Audiovisuales. También ha formado parte de la Comisión de Inmigración y ha sido miembro de la ponencia redactora del Estatuto de Autonomía de Cataluña de 2006. Entre 2006 y 2012 ha sido miembro del Consejo del Audiovisual de Cataluña. Desde 2014 es presidenta de la Fundació Nous Horitzons.

## Obras
- Trabajo, género y cultura (Icaria, 1995)
- Antropología económica (Anagrama, 1998)
- Los límites de la globalización (Anagrama, 2002)
- Andorra, una economía de frontera (Pagès, 2002)
- Dones, les altres polítiques (Fundació Nous Horitzons, 2006)